# Roberto Bailey
Roberto James Bailey Sargent (10 de agosto de 1952 — 11 de junho de 2019) foi um futebolista profissional hondurenho, que atuava como atacante.

## Carreira
Roberto Bailey fez parte do elenco da histórica Seleção Hondurenha de Futebol da Copa do Mundo de 1982, ele não atuou. 